# Casino de Katajanokka
Le Casino de Katajanokka (finnois : Katajanokan Kasino) est un bâtiment situé dans le quartier de Katajanokka d'Helsinki en Finlande.

## Histoire
Le bâtiment conçu par Albert Nyberg est construit en 1913 au 1, rue Laivastokatu dans le quartier de Katajanokka à Helsinki.
Il sert de casino pour les officiers russes jusqu'en janvier 1918 quand il est pris par les gardes rouges.
Les allemands, qui occupent Helsinki, l'utilisent d'avril à décembre 1918.
En 1919, les officiers finlandais s'approprient le Casino et les forces armées finlandaises l'utilisent pour leurs propres événements.
Le casino est restauré après la seconde Guerre mondiale.
On y construit, entre autres, les cabinets Marski et Korsu en 1954, puis Sailor et Jääkäri en 1955.
En 1995, le casino devient un restaurant géré par Arctia, puis en 1998 par les Hôtels Scandic, en 1999 par Royal Ravintolat et en 2018 par NoHo Partners.

## Galerie

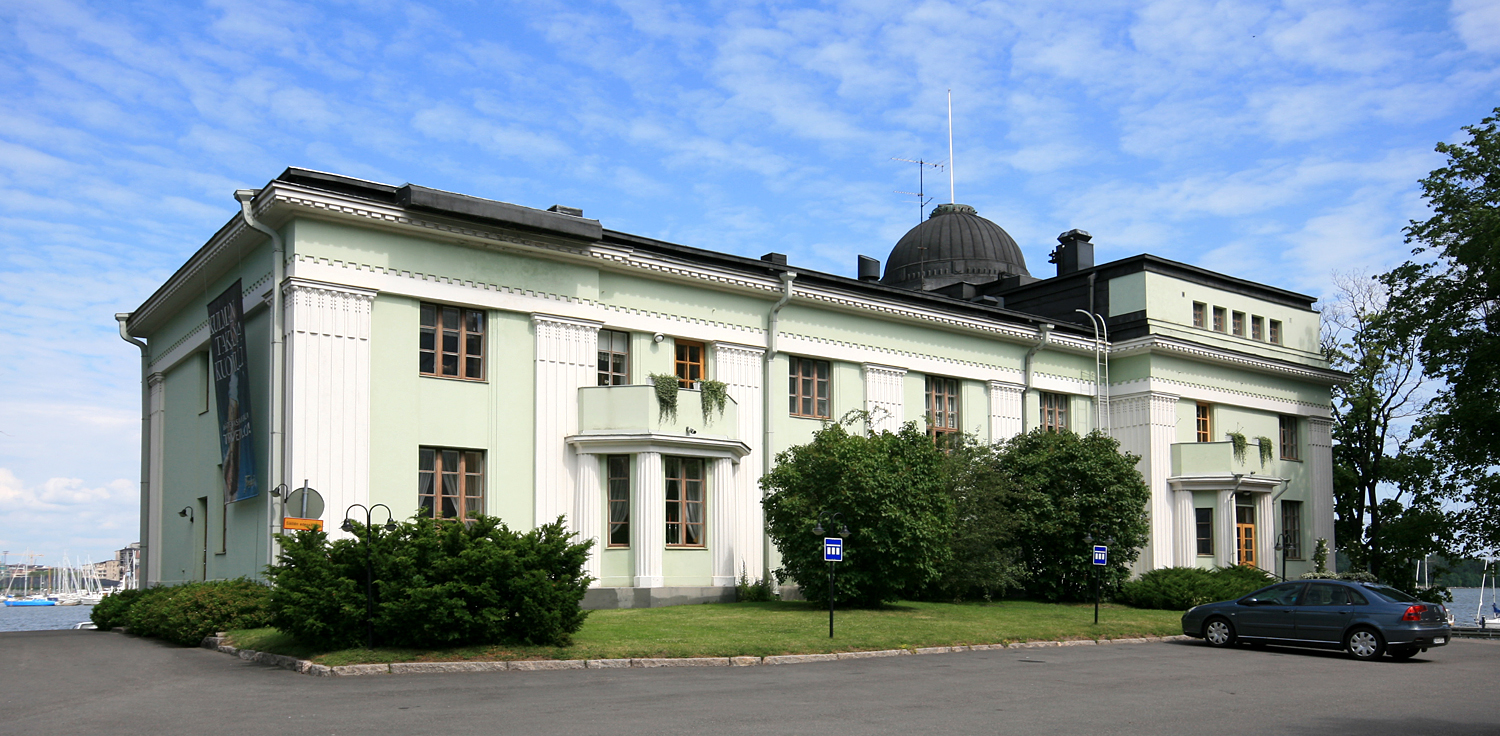
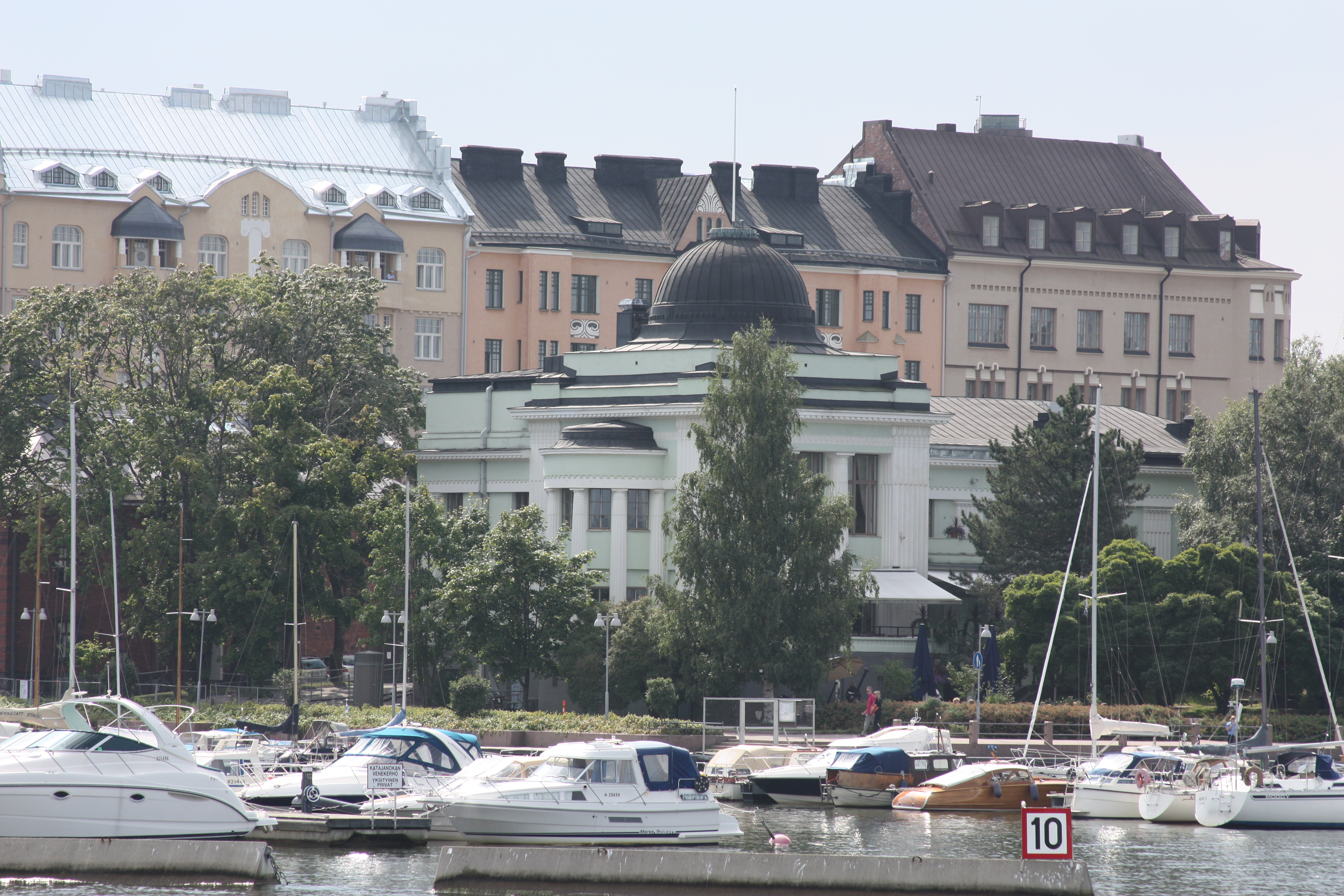
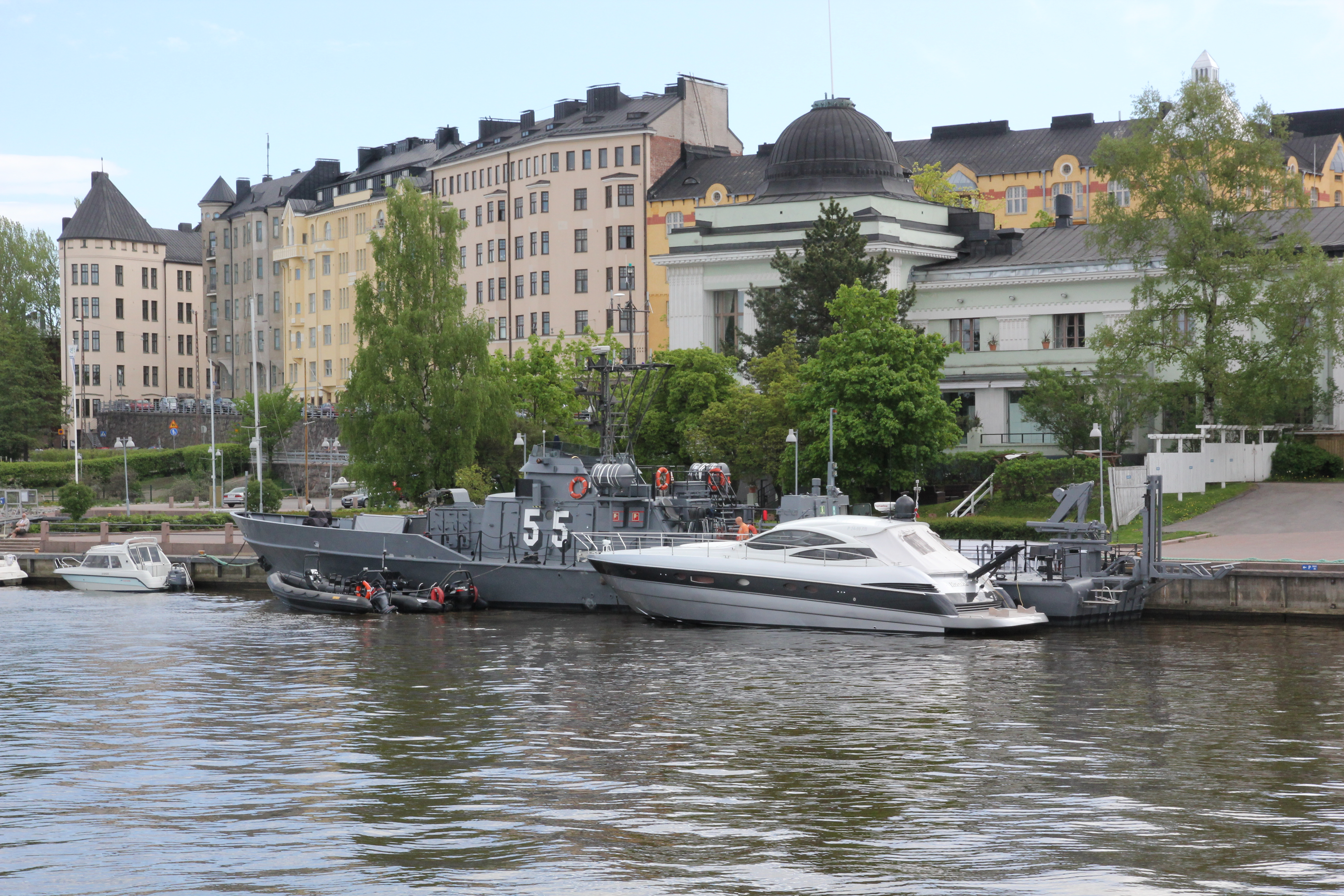